# 五郎河
五郎河，是中国长江流域的一条河流，汇入金沙江左岸，属于金沙江水系。河长90千米，流域面积2075平方千米，年均流量32立方米每秒。自然落差2038米。水能理论蕴藏量19万千瓦。